# Paul Luzineau
Paul Frans Jean-Paul Philippe Luzineau (31 december 1996) is een Nederlands model. In 2020 won hij de misterverkiezing Manhunt International.
Luzineau is geboren en getogen in Zuid-Holland. Hij genoot opleidingen aan het CIOS in Goes/Breda en de Sportacademie in Utrecht. In april 2019 kreeg hij de titel mooiste man van Nederland bij de verkiezing Misters of the Netherlands in Rotterdam. Als winnaar van deze verkiezing werd hij uitgezonden naar Manhunt International 2020 in de Filipijnse hoofdstad Manilla, en won deze. Als model liep hij op de catwalk voor Dolce & Gabbana en deed hij reclamecampagnes voor EasyToys en Hornbach. In 2021 stond hij op de cover van de Horse & Hunk-kalender.